# Valise diplomatique
Pour les articles homonymes, voir valise (homonymie).

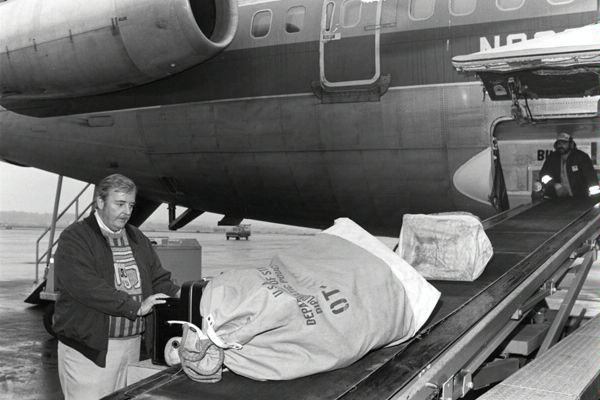
Un employé du département d'État des États-Unis s'occupant du courrier diplomatique américain en janvier 1985 à l'aéroport international de Washington-Dulles.

Dans son acception moderne, le terme de valise diplomatique désigne un moyen de transport utilisé pour échanger différents objets sous couvert de l'immunité diplomatique. Son utilisation est régie par la convention de Vienne sur les relations diplomatiques.

## Histoire

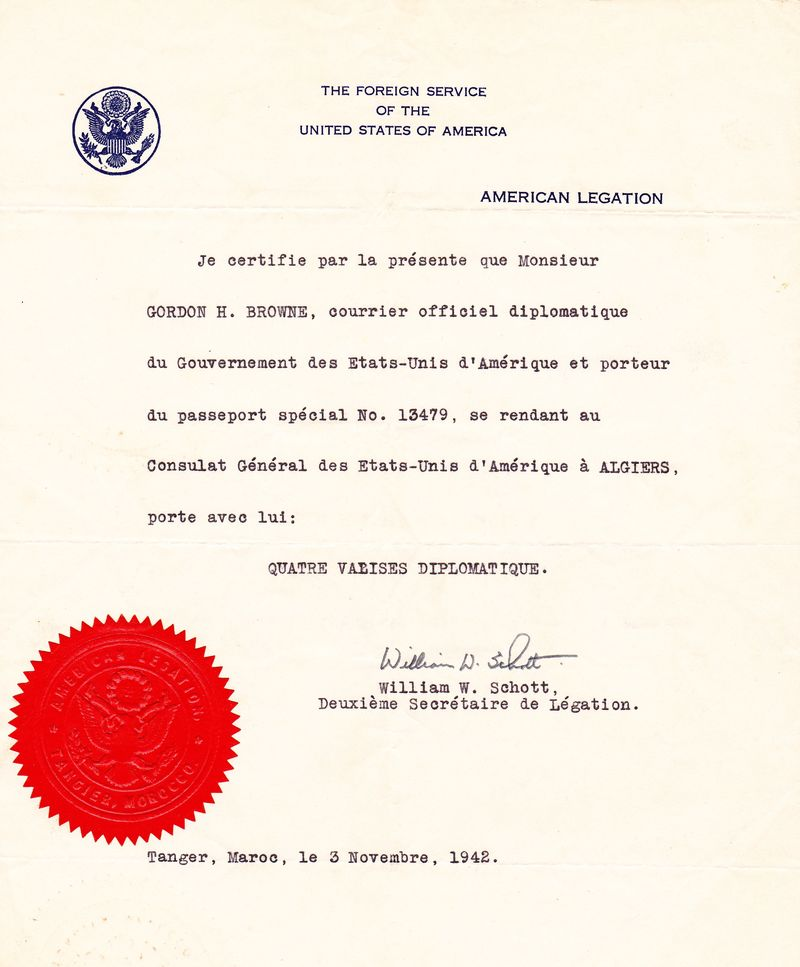
Lettre d'un coursier diplomatique américain en Afrique française du nord en novembre 1942.

Dans son acception la plus ancienne, ce terme désignait une valise qui servait à transporter différentes dépêches diplomatiques. Avec l'amélioration des moyens de transport, les ambassades et autres institutions diplomatiques reçoivent et transmettent des objets plus gros que la taille d'une valise.

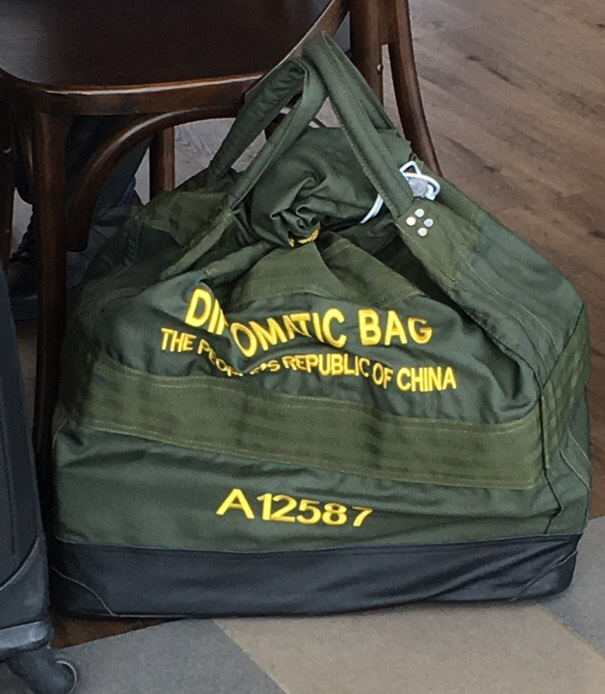
Bagage diplomatique chinois à l'aéroport de Bogota en Colombie en 2018.

À l'origine, c'était physiquement bien une valise mais désormais ce sont couramment des sacs de courrier qui sont scellés et servent à acheminer des objets extrêmement divers, indispensables au bon fonctionnement d'une ambassade.

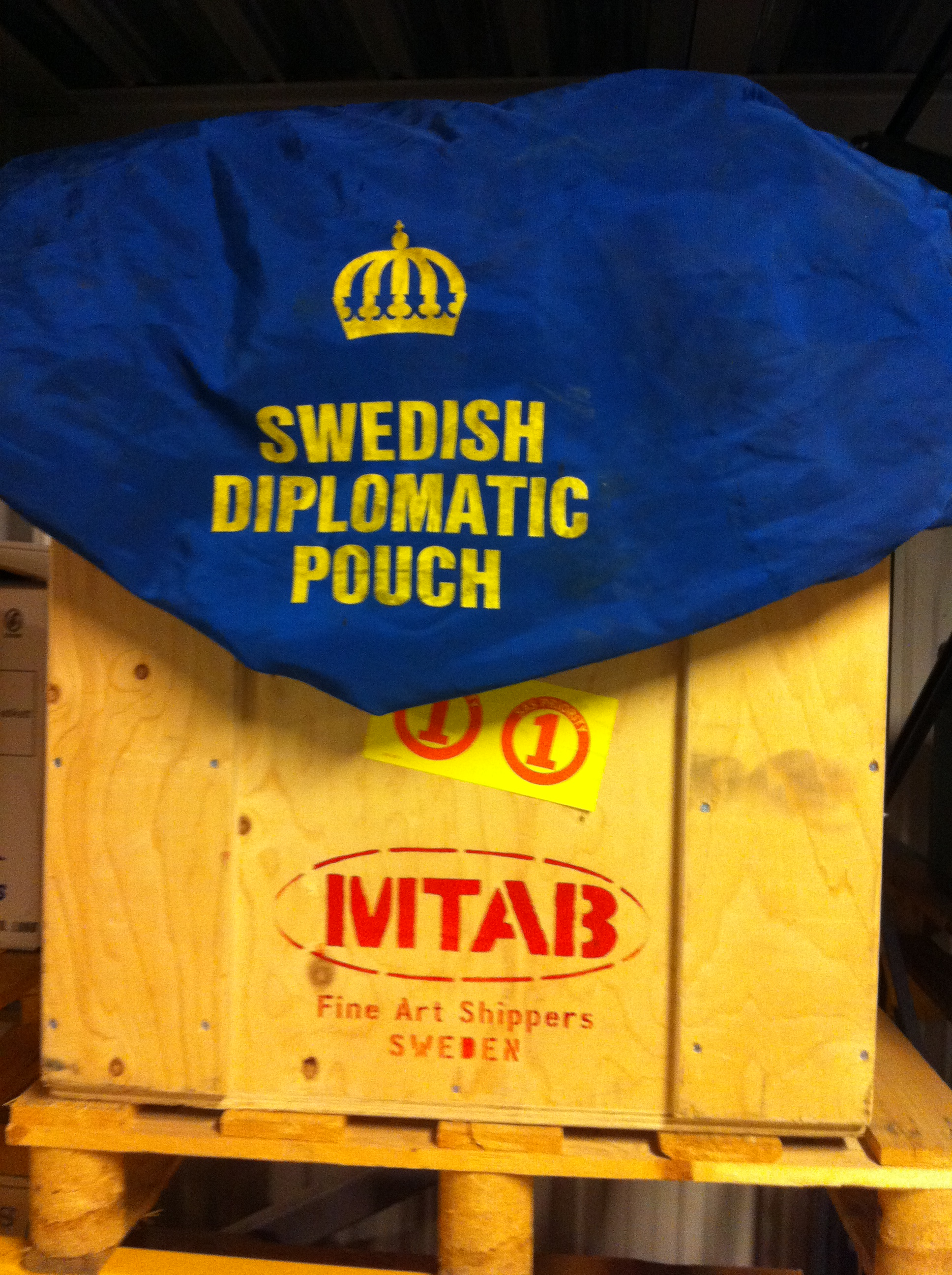
Boîte en bois classée valise diplomatique en Suède.

Mais le terme « valise diplomatique » demeure pour ces acheminements volumineux. La valise traditionnelle (sacoche) existe toujours pour acheminer des documents importants. Elle est alors forcément convoyée par un agent diplomatique (le coursier diplomatique) qui la garde en permanence avec lui lors de son acheminement.

## Par pays

### États-Unis
Le courrier diplomatique du département d'État des États-Unis est sous la responsabilité du Diplomatic Security Service.

### France
La valise diplomatique du gouvernement français sert, conformément aux dispositions de la convention de Vienne, à la transmission du courrier diplomatique, administratif et d'équipement technique nécessaire au fonctionnement des postes diplomatiques et consulaires. Elle n'est acheminée que par le ministère des Affaires étrangères. Elle n'est strictement employée que dans les conditions prévues par la réglementation et ne sert qu'aux échanges officiels.
La valise diplomatique ne peut être ouverte en dehors de son lieu de destination et ne doit pas passer au travers d'un scanner, quel que soit le pays.

## Usages détournés
- Les Soviétiques, à l'époque de la guerre froide, en 1984, essayèrent de faire entrer en Suisse un camion et sa remorque en utilisant le statut de valise diplomatique[2]. Les douanes suisses refusèrent le passage du véhicule, qui transportait du matériel d'écoute. Après être resté plusieurs jours à la frontière, le camion retourna en URSS[3].
- Umaru Dikko, un homme politique nigérian, a été retrouvé le 5 juillet 1984 à l'aéroport de Stansted, à Londres, enfermé et fortement sédaté dans un coffre, que ses convoyeurs faisaient passer pour une valise diplomatique. Cet enlèvement avait été commandité par des membres du Conseil militaire suprême, dirigé alors par Muhammadu Buhari[4].